# 维也纳开局
维也纳开局（英語：Vienna Game）是國際象棋的一種開局方式，走法為：
1.e4 e5 2.Nc3